# Karliwka (Kropywnyzkyj)
Karliwka (ukrainisch Карлівка; deutsch Alt-Danzig) ist ein Dorf im Zentrum der Ukraine mit etwa 700 Einwohnern und ist administratives Zentrum der gleichnamigen Landratsgemeinde.

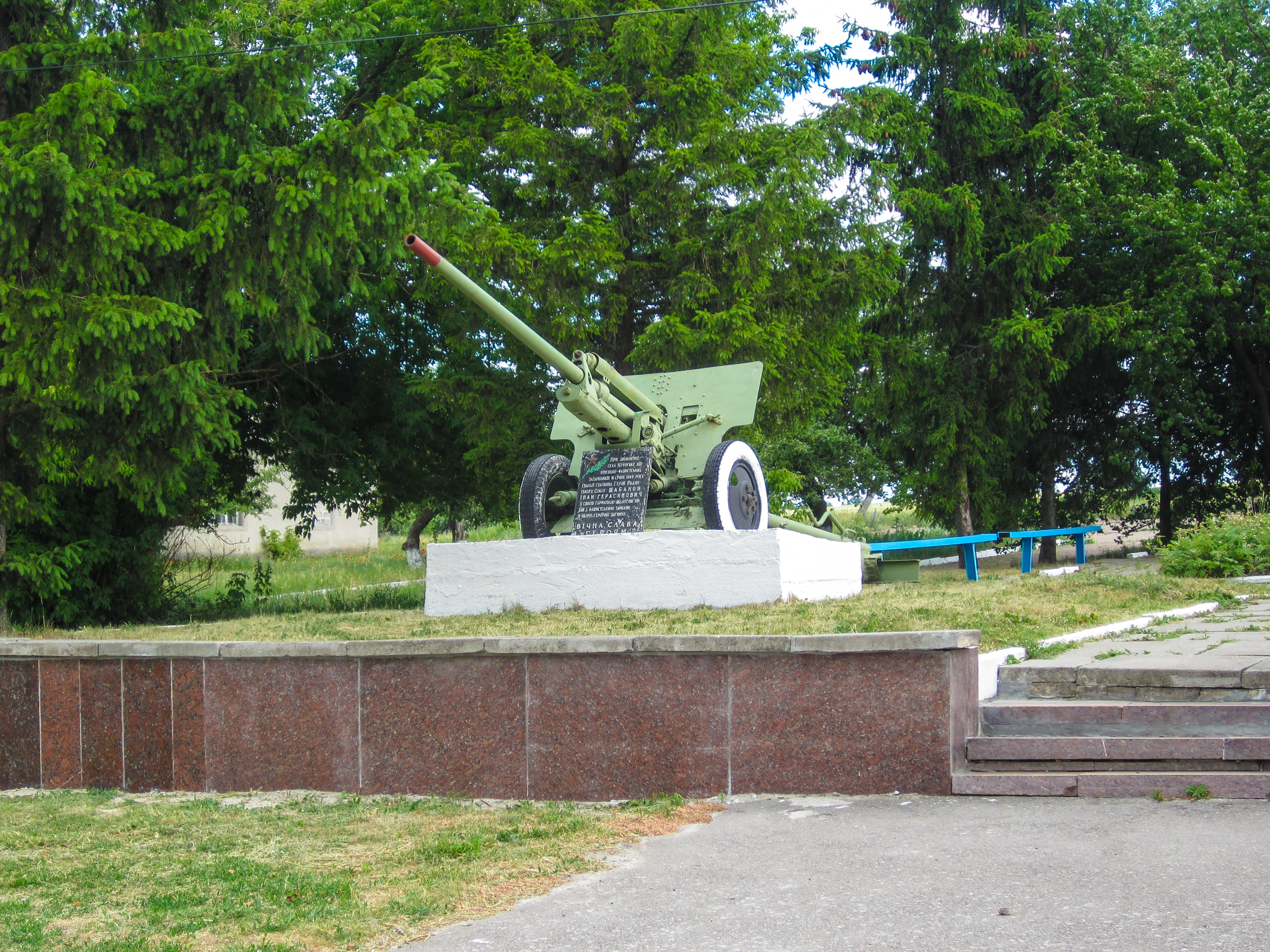
Denkmal im Ort

## Geographie
Karliwka befindet sich im Zentrum der Oblast Kirowohrad im Rajon Kropywnyzkyj südlich der Fernstraße M 13 etwa 15 km südwestlich der Oblasthauptstadt Kropywnyzkyj. Das Dorf liegt am Ufer der Suhoklija (Сугоклія), einem 44 km langen Nebenfluss des Inhul.
Am 18. August 2016 wurde das Dorf ein Teil der neugegründeten Landgemeinde Sokoliwske, bis dahin bildete es zusammen mit den Dörfern Darjiwka (Дар'ївка) und Hannynske (Ганнинське) die gleichnamige Landratsgemeinde Karliwka (Карлівська сільська рада/Karliwska silska rada) im Südwesten des Rajons Kropywnyzkyj.

## Geschichte
Katharina die Große von Russland wollte die Grenzregionen des russischen Reiches mit Hilfe einer landwirtschaftlichen Bevölkerung stabilisieren.
Der Einwanderungsagent Georg von Trappe rekrutierte mehr als 50 lutherische Familien aus der Danziger Gegend und führte sie zunächst mit dem Schiff nach Riga, wo sie überwinterten. Im nächsten Frühjahr ging es zu Lande mit Fuhrwerken weiter bis in die Stadt Krementschuk. Hier trennten sie sich: eine Partie begab sich nach Schwedendorf und die andere (29 Familien) nach Jelisawetgrad (dem heutigen Kropywnyzkyj), wo sie 15 Werst (~ 16 km) südwestlich der Stadt auf dem von Fürst Potjomkin gewährten Land die evangelische Mutterkolonie „Alt-Danzig“ (russisch Anienskaja/Annenskaja) gründeten.
Durch Todesfälle und Abzug reduzierte sich die Zahl der Familien bis auf 19 Familien. Von den 29 Familien blieben aber nur 19 im Dorf. Nach 1803 kamen weitere zehn Familien aus dem Landkreis Bütow in Hinterpommern, deren Kenntnisse in der Landwirtschaft sich als nützlich für das Dorf erwiesen. Im Jahr 1841 kamen mehrere Familien aus München, gefolgt von sieben weiteren aus Rohrbach im Jahr 1842.
Ursprünglich hieß „Alt-Danzig“ nur „Danzig“, aber nachdem 1842 eine Tochterkolonie von mehreren Danziger Dorfbewohnern am Inhul 35 km von Mykolajiw entfernt gegründet wurde, wurde das ältere Dorf in „Alt-Danzig“ umbenannt und das neuere Dorf „Neu-Danzig“ genannt.
Später wurde das Dorf in Karliwka (Карлівка) und schließlich zu Ehren der Ehefrau Lenins, Nadeschda Krupskaja in Krupske (Крупське) umbenannt, dieser Name wurde am 4. Februar 2016 wieder auf den Namen Karliwka geändert.

## Persönlichkeiten
Der sowjetische Politiker Semjon Denissowitsch Ignatjew (1904–1983) kam im Ort zur Welt.